# Werelderfgoed in Ghana
Tot het Werelderfgoed in Ghana behoren twee Werelderfgoederen. Het eerste Werelderfgoed werd in 1979 ingeschreven.

## Werelderfgoederen

### Actuele Werelderfgoederen
Deze lijst toont de twee Werelderfgoederen in Ghana in chronologische volgorde (C – Cultuurerfgoed; N – Natuurerfgoed).
| Naam                                                                        | Jaar | Soort | Beschrijving | Afbeelding |
| --------------------------------------------------------------------------- | ---- | ----- | ------------ | ---------- |
| Forten en kastelen, Volta, Groot-Accra en de centrale en westelijke regio's | 1979 | C     |              |            |
| Traditionele Ashantigebouwen                                                | 1980 | C     |              |            |

### Als Werelderfgoed genomineerde objecten
In de voorlopige lijst van de UNESCO worden objecten ingeschreven, die naar het inzicht van de betreffende regering potentieel voor de erkenning als Werelderfgoed in aanmerking komen. Dit zegt niets over de eventuele daadwerkelijke succesvolle inschrijving op de lijst. Tegenwoordig (2021) zijn op de lijst zes objecten uit Ghana ingeschreven.
| Naam                                          | Jaar | Soort | Beschrijving | Afbeelding |
| --------------------------------------------- | ---- | ----- | ------------ | ---------- |
| Nationaal park Mole                           | 2000 | N     |              |            |
| Tenzug-Tallensi-nederzettingen                | 2000 | C     |              |            |
| Katholieke kathedraal van Navrongo            | 2000 | C     |              |            |
| Paalwoningnederzettingen van Nzulezu          | 2000 | C     |              |            |
| Handels- en pelgrimsroutes in Noordwest-Ghana | 2000 | C     |              |            |
| Nationaal park Kakum                          | 2000 | N     |              |            |

## Objecten voorheen op de Kandidatenlijst
Deze objecten werden van de voorlopige lijst verwijderd en door nieuwe vervangen.
| Naam                                      | Jaar | Soort | Beschrijving                                                                         | Afbeelding |
| ----------------------------------------- | ---- | ----- | ------------------------------------------------------------------------------------ | ---------- |
| Nationaal park Bia                        | 1983 | N     |                                                                                      |            |
| Traditionele moskeeën van Noordwest-Ghana | 1983 | C     | Sinds 2000 onderdeel van de nominatie "Handels- en pelgrimsroute in Noordwest-Ghana" |            |